# Пихта крепкая
 Пи́хта крепкая, или Пихта твёрдая (лат. Ábies fírma) — вечнозелёное однодомное дерево; вид рода Пихта семейства Сосновые (Pinaceae). Эндемичное растение, встречающееся в естественных условиях только на островах Хонсю, Сикоку, Кюсю и Яку в смешанных лесах на высоте 50—1900 м.
Дерево занесено в опубликованный в 1998 году Красный список угрожаемых видов, категория LC (низший риск исчезновения).

## Ботаническое описание
Высокое дерево до 50 метров, диаметр ствола до 2 метров. Крона широко-пирамидальная или куполообразная. Кора в молодости серая, гладкая, железистая, с возрастом темнеет, становится пробковой.
Почки яйцевидные или конические, серовато-коричневые, с коническими чешуйками, до 10×5 мм.
Хвоинки сверху тёмно-зелёные, снизу жёлто-голубовато-зелёные, 1,5—3,5 см длиной и 2—4 мм шириной.
Мужские шишки цилиндрические, жёлтоватые, 2,5—3 см длиной. Женские — продолговато-яйцевидные или конические, зелёные, с возрастом становящиеся жёлто-коричневыми, железистые, 2—2,5 см шириной и 2,8—3,2 см длиной.
Семя 6—8 мм длиной, светло-коричневые, с коричневатым крылышком 10—15 мм длиной.

## В культуре
В Европе интродуцирована с 1861 г. В ботаническом саду Петра Великого известна с того же года. Неоднократно выпадала и восстанавливалась в коллекции.